# Pandanus tabellarius
Pandanus tabellarius är en enhjärtbladig växtart som beskrevs av Huynh. Pandanus tabellarius ingår i släktet Pandanus och familjen Pandanaceae.
Artens utbredningsområde är Madagaskar. Inga underarter finns listade.